# شرلوک هولمز: دختر شیطان
«شرلوک هولمز: دختر شیطان» (انگلیسی: Sherlock Holmes: The Devil's Daughter) یک بازی ویدئویی در سبک بازی اکشن-ماجراجویی است که توسط Bigben Interactive و در سال ۲۰۱۶ برای پلتفرم مایکروسافت ویندوز منتشر شده‌است.